# Свети Николай (Горгопик)
„Свети Николай“ (на гръцки: Αγίου Νικολάου) е българска възрожденска православна църква в боймишкото село Горгопик (Горгопи), Егейска Македония, Гърция, част от Гумендженската, Боймишка и Ругуновска епархия на Вселенската патриаршия.
Църквата е енорийски и гробищен храм на селото. Построена е в северозападния край на гробището, според релефна плоча на източната страна и плоча над западния вход през 1862 година. Представлява трикорабна базилика с максимални вътрешни размери 12,40 х 22,30 m. От запад има трем, днес затворен таванско помещение. Храмът е покрит с единичен мансарден покрив, който има характерни засеци и на двете къси страни. Корабите са разделени с колонади. Иконостасът, отделящ олтара от наоса е дървен. Апсидата е полукръгла отвътре и петостенна отвън. В интериора иконостасът, амвонът, престолът и двата проскинитария са резбовани. Парапетите са изрисувани с цветя и вази в ярки цветове. В нишата на протезиса е запазен стенопис. В храма има икони на кулакийския зограф Николаос Константину и на петровския Христо Сакелариев.
В 1987 година църквата е обявена за паметник на културата под надзора на Девета ефория за византийски старини към Министерството на културата.